# Taschengeld

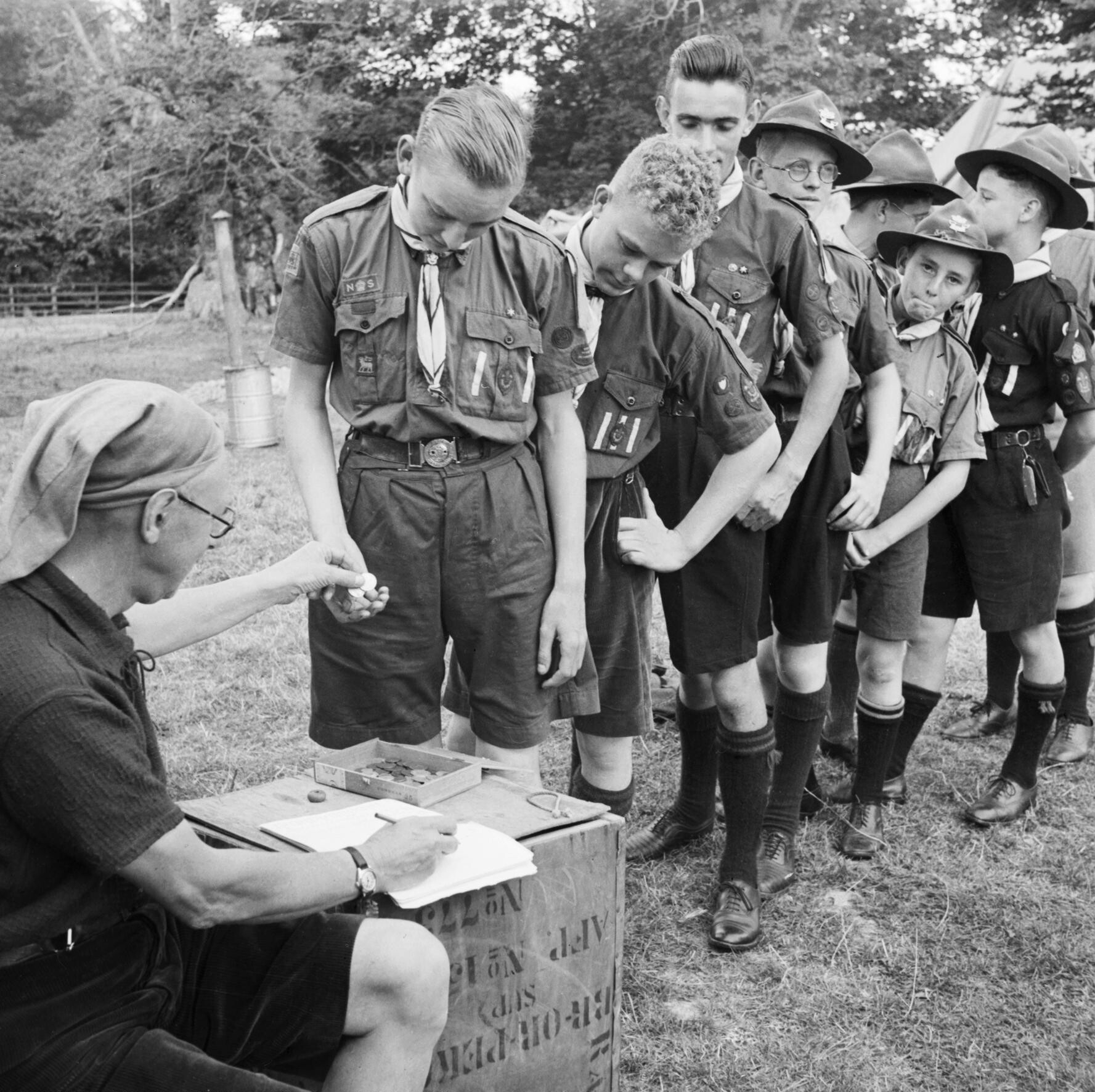
Zahltag bei den Pfadfindern nahe Cambridge 1943. Der Scout master gibt das Taschengeld aus. Über 14-Jährige bekommen einen halben Crown, während die unter 14-Jährigen einen Schilling erhalten.

Taschengeld, in der Schweiz auch Sackgeld, ist ein Geldbetrag, der wirtschaftlich Abhängigen regelmäßig zur freien Verfügung überlassen wird.

## Für Kinder, Jugendliche und Heranwachsende
Das Taschengeld dient vor allem dazu, dem Kind oder Jugendlichen schrittweise den selbstständigen Umgang mit Geld und Kaufvorgängen beizubringen. Es wird meist regelmäßig wiederkehrend für eine Woche oder einen Monat ausgezahlt, was es von monetären Belohnungen, z. B. für besondere Leistungen, unterscheidet. Die Höhe richtet sich stark nach der jeweiligen finanziellen Lage und Einstellung der Erziehungsberechtigten. Es gibt keine gesetzliche Verpflichtung zur Auszahlung von Taschengeld.
In Deutschland sind Kinder und Jugendliche von 7 bis 18 Jahren nach § 106 BGB  beschränkt geschäftsfähig, sie können im Umfang des ihnen zur freien Verfügung gestellten Geldes Verträge abschließen, die dann wirksam werden, wenn sie mit diesem Taschengeld ihre Vertragspflichten erfüllen § 110 BGB (sog. Taschengeldparagraph). Das gilt nicht nur für Geld, sondern auch für alle anderen Mittel, die dem Minderjährigen zur freien Verfügung gestellt wurden. Erziehungsberechtigte in Heimen müssen sich an Vorgaben der Sozialbehörde des Landes halten.

## Für Ehepartner/Lebenspartner
Auch in Partnerschaften mit nur einem verdienenden Partner wird oft neben dem Haushaltsgeld ein Taschengeld an den nicht verdienenden, aber den Haushalt führenden Partner gezahlt. Bei Ehepartnern besteht in solchen Fällen ein Rechtsanspruch in Höhe von fünf bis sieben Prozent des zur Verfügung stehenden Haushaltsnettoeinkommens.

## Im Freiwilligen sozialen bzw. ökologischen Jahr
Gemäß dem „Gesetz zur Förderung eines freiwilligen sozialen Jahres“ darf ein FSJler seinen freiwilligen Dienst nicht mit Gewinnerzielungsabsicht durchführen (§ 2 Nr. 1 BFDG).
Dennoch steht ihm laut § 2 Nr. 3 JFDG, neben unentgeltlicher Unterkunft, Verpflegung und Arbeitskleidung bzw. deren Ersatzleistungen in Form von (zusätzlichen) Geldzuwendungen, ein „angemessenes“ Taschengeld zu. Als „angemessen“ wird ein Taschengeld  erachtet – so erläutert der § 2 Abs. 1 Nr. 3 JFDG weiter – „wenn es 6 Prozent der in der allgemeinen Rentenversicherung geltenden Beitragsbemessungsgrenze (§ 159 des Sechsten Buches Sozialgesetzbuch) nicht übersteigt.“
Gleiches gilt ebenso für das freiwillige ökologische Jahr (FÖJ). Hierzu wird das „Gesetz zur Förderung eines freiwilligen ökologischen Jahres“ angewandt.

## Im Strafvollzug
In Deutschland wird Strafgefangenen ein „angemessenes“ Taschengeld gewährt, falls sie bedürftig sind (§ 46 StVollzG). Die bundeseinheitlichen Verwaltungsvorschriften sehen einen Taschengeldsatz von 14 % des Arbeitsverdienstes eines Strafgefangenen vor (VV zu § 46 StVollzG), das waren im Jahre 2008 1,50 € pro Tag. Die Angemessenheit dieser Regelung ist umstritten. Der Anspruch besteht nur, wenn der Gefangene ohne sein Verschulden kein Arbeitsentgelt und keine Berufsausbildungsbeihilfe erhält. Das Taschengeld ist unpfändbar.

## Für Asylbewerber
Neben Sachleistungen erhalten Asylbewerber nach Asylbewerberleistungsgesetz auch Taschengeld.